# Estádio J.K.
Estádio J.K. – stadion piłkarski w Paranoá, w Dystrykcie Federalnym, w Brazylii, na którym swoje mecze rozgrywa klub Paranoá Esporte Clube.